# Hallucinatie met gesloten ogen
Hallucinatie met gesloten ogen en visuele illusie perceptie door gesloten ogen zijn aparte vormen van hallucinatie. Dit type hallucinaties komt meestal alleen voor als de ogen gesloten zijn of als men zich in een verduisterde ruimte bevindt. Deze vorm van hallucinatie kan voorkomen in de vorm van fosfeen. Sommige mensen melden deze hallucinaties als ze onder invloed zijn van bewustzijnverruimende drugs. Deze zijn naar verluidt van een andere aard dan hallucinaties met open ogen. Soortgelijke hallucinaties die optreden als gevolg van verlies van gezichtsvermogen worden hallucinaties als gevolg van het Charles Bonnet-syndroom genoemd.

## Niveaus van visuele illusie perceptie door gesloten ogen
Er zijn vijf bekende niveaus van visuele illusie perceptie door gesloten ogen die kunnen worden bereikt door chemische stimuli of door meditatieve relaxatietechnieken. Niveau 1 en 2 zijn heel gebruikelijk en gebeuren vaak elke dag. Het is nog steeds normaal om niveau 3 te ervaren, en zelfs niveau 4, maar slechts een klein percentage van de bevolking doet dit zonder psychedelische drugs, meditatie of uitgebreide visualisatietraining.

### Niveau 1:Optische ruis

Simulatie van oogruis

De meest elementaire vorm van visuele illusies die onmiddellijk kan worden ervaren in het normale bewustzijn, is een schijnbaar willekeurig patroon van pointillistische lichte en/of donkere gebieden zonder duidelijke vorm of regelmaat.
Dit is te zien wanneer de ogen gesloten zijn en deze naar de achterkant van de oogleden kijken. In een lichte kamer ziet men een donkerrode kleur doordat een kleine hoeveelheid licht de oogleden binnendringt en de kleur aanneemt van het bloed waar het doorheen geschenen is. In een donkere kamer kan zwartheid worden gezien of kan de ruis kleurrijker zijn. Maar in beide gevallen is het geen vlakke, onveranderlijke roodheid/zwartheid. In plaats daarvan wordt iemand, als hij een paar minuten actief wordt waargenomen, zich bewust van schijnbaar ongeordende bewegingen en een willekeurig veld van lichte/duistere gebieden dat de roodheid/zwartheid van gesloten oogleden overlapt.
Als men deze waarneming regelmatig actief probeert te observeren, komt er een punt waarop als men naar een vlak, monochroom object kijken met hun ogen wijd open en proberen actief op zoek te gaan naar deze visuele ruis, ze ervan bewust raken en willekeurige pointillistische ongeorganiseerde beweging zien, alsof het een doorschijnende overlay is bovenop wat echt gezien wordt door hun ogen.
Wanneer men deze overlay over de fysieke wereld ziet, vervangt deze optische ruis niet het fysieke zicht, en is zelfs moeilijk te zien als het object waar men naar kijkt veel patronen heeft, complex is, of in beweging is. Wanneer men niet meer actief op zoek gaat naar deze visuele illusies, is de ruis niet meer duidelijk en niet gemakkelijk op te merken, en lijkt te verdwijnen uit de normale fysieke waarneming. Mensen die aan oogruis lijden zien vergelijkbare ruis maar ervaren moeilijkheid met het blokkeren van de ruis van hun fysieke waarneming.

### Niveau 2: Lichte/donkere flitsen
Sommige mentale besturing kan worden uitgeoefend op deze visuele illusies door gesloten ogen, maar het vereist meestal wat ontspanning en concentratie om te bereiken. Als men voldoende ontspannen is, is het mogelijk om gebieden met intens zwart, helder wit of zelfs kleuren zoals geel, groen of roze in de ruis te laten verschijnen. Deze gebieden kunnen het hele gezichtsveld omspannen, maar blijken vaker vlug voorbij te komen.

### Niveau 3: Patronen, beweging en kleur
Dit niveau is relatief gemakkelijk toegankelijk voor mensen die bewustzijnverruimende drugs gebruiken, zoals lsd. Het is echter ook toegankelijk voor mensen die gedurende lange tijd in diepe concentratie betrokken zijn. Wanneer je 's nachts gaat liggen en je ogen sluit, kan de complexe beweging van deze patronen vlak voor het in slaap vallen direct zichtbaar worden zonder grote inspanning dankzij hypnagogische hallucinatie. De patronen zelf kunnen lijken op fractals.

### Niveau 4: Dingen en objecten
Dit is een redelijk diepe fase. Op dit niveau vertonen je gedachten zich als objecten en voorwerpen. Wanneer dit niveau bereikt is, lijkt de visuele ruis te kalmeren en langzaam te verdwijnen, waardoor een intense, egale geordende zwartheid achterblijft. Het gezichtsveld wordt een soort actieve ruimte. Een bijkomend onderdeel hiervan is het vermogen om beweging te voelen terwijl je stil ligt, wanneer de ogen gesloten zijn.
Door de ogen te openen keert men terug naar de normale fysieke wereld, maat met de visuele illusies nog steeds zichtbaar. In deze staat is het mogelijk om met open ogen dingen te zien die lijken op fysieke objecten in de fysieke wereld, maar die er niet echt zijn.

### Niveau 5: Vervangen van fysieke waarneming
Dit niveau kan worden bereikt vanuit volledige sensorische deprivatie, zoals ervaren in een isolatietank, maar zelfs daar is het vereist dat men zich in een diepe ontspannen staat bevindt.